# Karlheinz Smieszek
Karlheinz Smieszek (Kitzingen, 5 agosto 1948) è un ex tiratore a segno tedesco.

## Palmarès

### Olimpiadi
- 1 medaglia:
  - 1 oro (Montréal 1976 nella carabina 50 metri a terra)